# Lansing (Iowa)
Pour les articles homonymes, voir Lansing.
Lansing est une ville du comté d'Allamakee, en Iowa, aux États-Unis. Elle est fondée en 1851. La ville est ainsi nommée parce que le premier colon était originaire de Lansing (Michigan).

## Galerie

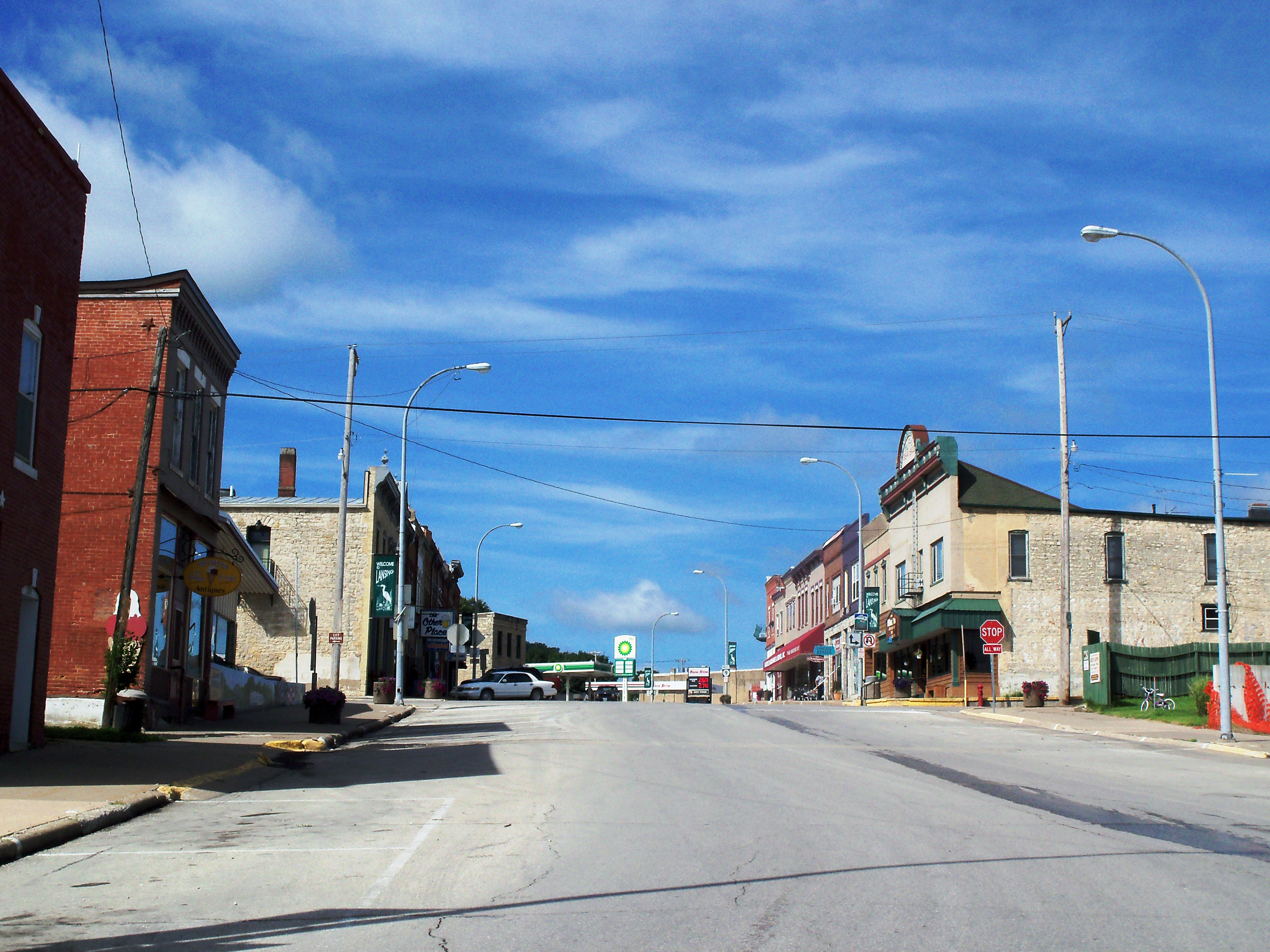
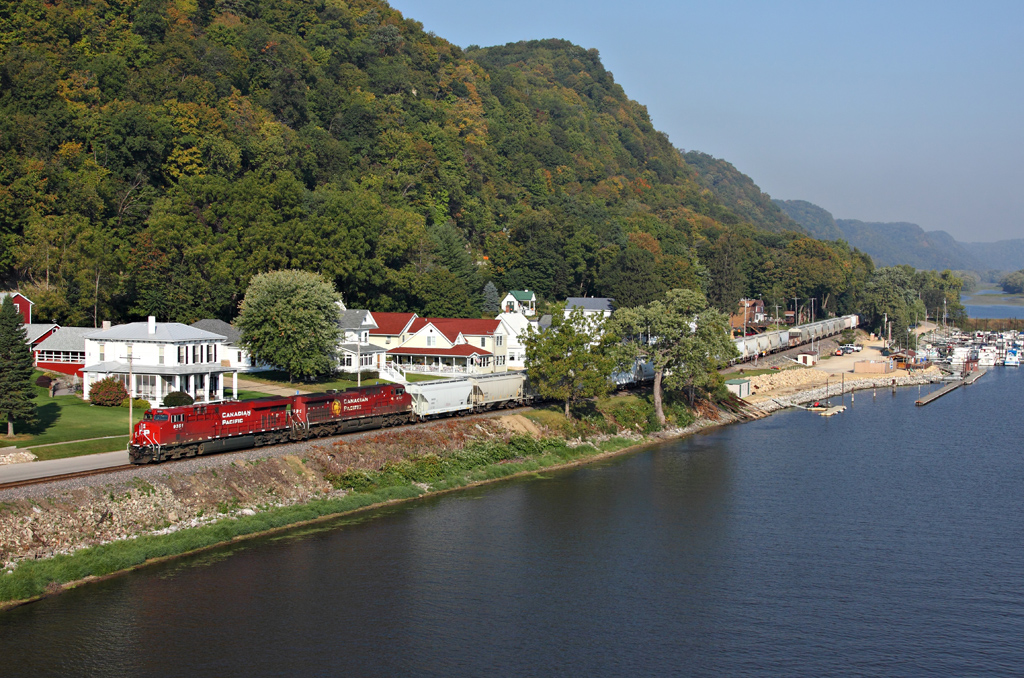
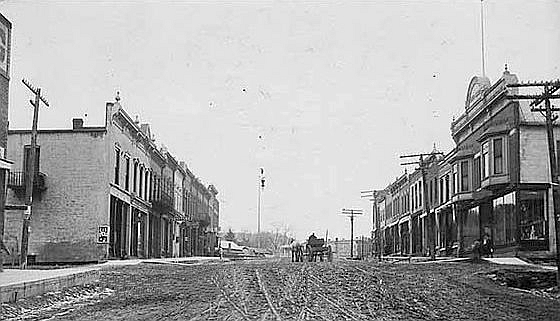
1913

## Personnalités notables
- James Isham Gilbert - général de l'Union pendant la guerre de Sécession ; s'installe en Iowa en 1851 où il aide à la fondation de la ville de Lansing.
- Arnold Kegel - gynécologue et inventeur des traitements non chirurgicaux de relaxation génitale.
- Edwin G. Krebs - co-récipiendaire du prix Nobel 1992 de médecine.